# Dave Harold
Dave Harold (ur. 9 grudnia 1966 w Stoke-on-Trent) – snookerzysta angielski. W gronie profesjonalistów od 1991, zwycięzca jednego turnieju rankingowego i runner-up w dwóch innych. Plasuje się na 65. miejscu pod względem zdobytych setek w profesjonalnych turniejach, w sierpniu 2025 miał ich łącznie 143.

## Początek kariery
W 1988 razem z Barrym Pinchesem wygrał British Pairs championship. W tymże roku zwyciężył również All England CIU, przegrał jednak w kwalifikacjach pro-ticket. Wygrał także kilka amatorskich turniejów oraz zakwalifikował się mistrzostw świata amatorów w Sri Lance, gdzie przegrał w 1/16 z Joem Swailem. W turnieju Everards Open zarobił 3000 funtów, dostał również pierwszą nagrodę (również 3000 funtów) w turnieju w Singapurze.

## Kariera profesjonalnego snookerzysty
W pierwszym swoich sezonie wśród profesjonalistów Haroldowi udało się dojść do 1/32 Grand Prix. Sezon 1991/92 zakończył na pozycji 93. Już w następnym sezonie udało mu się osiągnąć 1/16 w turnieju B & H Championship. Zakwalifikował się również do fazy finałowej Asian Open w Bangkoku. W 1/16 tego turnieju pokonał Stephena Hendry’ego, udało mu się również wygrać kolejne mecze i dotrzeć do finału, w którym pokonał 9:3 Darrena Morgana. Bukmacherzy przed tym turniejem płacili za zwycięstwo Harolda 500:1. W tymże sezonie doszedł również do półfinału turnieju Sky International, w którym przegrał z Hendrym. Po sezonie 1992/93 został sklasyfikowany na 50. miejscu na światowym rankingu.
Kolejny sezon – 1993/94 był potwierdzeniem ustabilizowanej formy Harolda. W turniejach tylko dwa razy nie zakwalifikował się do 1/32. Osiągnął ćwierćfinał w turnieju Regal Welsh. Doszedł również do drugiej rundy mistrzostw świata, w której przegrał z Hendrym. Ponadto zagrał w półfinale nierankingowego turnieju B 7 H Championship. Sezon 1993/94 zakończył na pozycji 19.
W kolejnym sezonie doszedł do drugiego w swojej karierze finału turnieju rankingowego, przegrał w nim z Johnem Higgnsem. Wystąpił też w ćwierćfinałach 4 innych turniejów rankingowych. Po sezonie 1994/95 awansował do czołowej 16 rankingu – zajmując w nim miejsce 13.
Dwa półfinały i trzy ćwierćfinały (w tym w MŚ) w kolejnym sezonie dały mu 11. miejsce w rankingu. W sezonie 1996/97 osiągnął już tylko dwa ćwierćfinały, co spowodowało utratę pozycji w rankingu i spadek na 18. lokatę. Po sezonie 1997/98 spadł na 19. miejsce.
Pozycję w rankingu poprawił dopiero po sezonie 1998/99 w którym to doszedł do półfinału: Grand Prix i UK Championship jak również do finału nierankingowego Benson & Hedges Championship (uległ w nim Davidowi Grayowi 6:9). Nie udało mu się jednak zagrać w finałach MŚ w 1999 roku, niemniej sezon zakończył na pozycji 17.
W następnym sezonie (1999/00) ponownie doszedł do półfinału Grand Prix oraz awansował na 13 pozycję w rankingu.
W sezonie 2000/01 doszedł do półfinału turnieju Masters, eliminując po drodze Johna Higginsa oraz Johna Parotta, a ulegając Fergalowi O’Brienowi. Sezon ten zakończył na 15. miejscu.
W kolejnym sezonie (2001/02) stracił miejsce w czołowej 16 i został sklasyfikowany na miejscu 21.
Po sezonie 2002/03 zajmował 23 pozycje na światowej liście rankingowej, zaś rok później stracił miejsce w 32.
Do czołowej 32 wrócił dopiero po sezonie 2006/07 (na pozycję 30). Po sezonie 2007/08 przesunął się na miejsce 28.
W marcu 2008 roku podczas turnieju China Open wraz z Shaunem Murphym był uczestnikiem najdłuższego frejma w historii snookera, który trwał 93 minuty i 12 sekund.
30 sierpnia 2008 roku awansował po raz trzeci w karierze do finału turnieju rankingowego (do Northern Ireland Trophy).
W turnieju tym rozegrał następujące spotkania:
- 1 runda, wygrana 5:2 z Rickym Waldenem
- 2 runda, wygrana 5:3 z Graeme’em Dottem
- 3 runda, wygrana 5:4 z Stephenem Lee
- Ćwierćfinał, wygrana 5:2 z Stephenem Maguire’em
- Półfinał, wygrana 6:4 z Johnem Higginsem
- Finał, porażka z Ronniem O’Sullivanem 3:9

Po finale powiedział: Ronnie's a class player, he punishes you every time you make a mistake. (Ronnie to klasowy zawodnik, zawsze ukarze Cię, kiedy popełnisz błąd). As a pure player and a entertainer, he's the best ever. Hopefully it won't be another 14 years until my next final. (Jako gracz obdarzony naturalnym talentem i jako artysta on jest najlepszy w historii. Mam nadzieję, że nie będę musiał czekać kolejnych 14 lat na mój następny finał.

## Styl gry
Gra Harolda cechuje się stylem defensywnym oraz nietypowymi sposobami prowadzenia kija. Zawodnik potrafi zagrać bardzo mocne uderzenia bez wyprowadzania kija. Harold preferuje defensywny styl gry, ale mimo to, do końca sezonu 2009/2010, udało mu się osiągnąć 117 breaków stupunktowych, daje mu to 23. miejsce na liście wszech czasów. Zdaniem Steve’a Davisa Harold nie jest obdarzony naturalnym talentem, ale nadrabia to zdecydowaną grą taktyczną – Davis twierdzi, iż jedyną receptą na pokonanie Harolda jest wbijanie punktów, bowiem jest on świetny w innych elementach gry. Ze względu na techniki gry jak i precyzję jest porównywany do kanadyjskiego gracza Cliffa Thorburna.

## Zarobki
W całej swojej karierze zawodowego gracza zarobił nieco ponad 850 tysięcy funtów.

## Życie prywatne
Dave Harold jest żonaty, ma troje dzieci.